# Martin Hamann
Martin Hamann, né le 10 avril 1997 à Altenbach, est un sauteur à ski allemand.

## Biographie
Aux Championnats du monde junior 2015, il récolte sa première médaille internationale avec l'argent au concours par équipes. À l'édition 2017, il ajoute deux autres médailles d'argent, aussi obtenues par équipes. Entre-temps, il s'illustre également individuellement, montant sur son premier podium en Coupe continentale en mars 2016 à Tchaikovsky.
Il fait ses débuts en Coupe du monde en décembre 2017 à Oberstdorf a l'occasion de la Tournée des quatre tremplins. En février 2019, il marque ses premiers points à ce niveau sur le tremplin de vol à ski à Oberstdorf également (30e). Une semaine plus tard, il est quinzième à Lahti. Il revient dans le top trente en Coupe du monde seulement en fin d'année 2020, réalisant deux onzièmes places notamment.  

## Palmarès

### Coupe du monde
- Meilleur classement général : 24e en 2021.
- Meilleure performance individuelle : 11e.
- 1 podium en épreuve par équipes.

#### Classements généraux annuels
| Année     | Rang |
| 2018-2019 | 49e  |
| 2020-2021 | 24e  |

### Coupe continentale
- 3 victoires.

Palmarès au 24 décembre 2020